# Ho sposato tutta la famiglia
Ho sposato tutta la famiglia (Ich heirate eine Familie) è una serie televisiva tedesca in 14 episodi trasmessi per la prima volta nel corso di 4 stagioni dal 1983 al 1986.

## Trama
La divorziata Angelika "Angi" Graf vive con i suoi tre figli, Tanja, Markus e Tom, a Berlino e con un'amica gestisce una piccola boutique di moda. Un giorno ad una festa, organizzata dall'amica Bille, incontra il divorziato Werner Schumann e se ne innamora. Comincia così a frequentarlo ma inizialmente nasconde il fatto che ha tre figli. Quando Werner viene a sapere la cosa, decide comunque di sposarla, e Angi e i suoi figli si trasferiscono nella sua grande casa. Tra le altre cose, Angi e Werner hanno anche una bambina, Franziska.

## Personaggi e interpreti
- Angelika 'Angi' Schumann / Graf (stagioni 1-4), interpretata da Thekla Carola Wied.
- Werner Schumann (stagioni 1-4), interpretato da Peter Weck.
- Tanja Graf (stagioni 1-4), interpretata da Julia Biedermann.
- Markus Graf (stagioni 1-4), interpretato da Timmo Niesner.
- Tom Graf (stagioni 1-4), interpretato da Tarek Helmy.
- Wolfgang Frank (stagioni 1-4), interpretato da Herbert Herrmann.
- Sybille 'Bille' Vonhoff (stagioni 1-4), interpretata da Maria Sebaldt.
- Alfons Vonhoff (stagioni 1-4), interpretato da Herbert Bötticher.
- Frau Rabe (stagioni 1-2), interpretato da Bruni Löbel.
- Doris Niemayer (stagioni 1-2), interpretata da Gaby Heinecke.
- Onkel Rudolf (stagioni 1-3), interpretato da Hans Holt.
- Franziska Schumann (stagione 2), interpretata da Pat Poddig.
- Martina Hambach (stagione 2), interpretata da Ute Christensen.
- Frau Hoffmann (stagioni 2-3), interpretato da Christine Biniasch.
- Franziska Schumann (stagioni 3-4), interpretata da Frauke Tholen.
- Herr Gehrke (stagione 4), interpretato da Klaus Sonnenschein.

## Produzione
La serie fu prodotta da Novafilm Fernsehproduktion, Zweites Deutsches Fernsehen e Österreichischer Rundfunk e girata a Berlino in Germania. Le musiche furono composte da Alain Goraguer. Tra i registi della serie è accreditato Peter Weck (14 episodi, 1983-1986).

## Distribuzione
La serie fu trasmessa in Germania dal 3 novembre 1983 al 27 dicembre 1986 sulla rete televisiva ZDF. In Italia è stata trasmessa con il titolo Ho sposato tutta la famiglia.

## Episodi
| Stagione         | Episodi | Prima TV Germania |
| ---------------- | ------- | ----------------- |
| Prima stagione   | 4       | 1983              |
| Seconda stagione | 4       | 1984              |
| Terza stagione   | 1       | 1985              |
| Quarta stagione  | 5       | 1986              |